# Фрибуа, Ноэль де
Ноэль де Фрибуа, или Ноэль де Трибуа (фр. Noël de Fribois, Noël de Tribois; около 1400, Сен-Лу-де-Фрибуа — 1467 или 1468, Аржантан) — французский хронист и правовед, секретарь и советник короля Карла VII, автор «Свода французских летописей», или «Сокращения французских хроник» (фр. Abregé des croniques de France), один из летописцев Столетней войны.

## Биография
Выходец из Сен-Лу-де-Фрибуа близ Кана (Нижняя Нормандия), он родился в семье экюйе Пьера де Фрибуа и в молодости был вынужден покинуть родину из-за оккупации её англичанами. Изучал право, получив степень бакалавра, и около 1420 года поступил на службу к генерал-капитану Нормандии Жану д’Аркуру, графу д’Омалю. 
В 1423—1444 годах служил наследнику, затем королю Франции Карлу VII нотариусом и секретарём. В 1438 году был нотариусом городского совета Буржа (совр. департамент Шер), а с 1452 года занимал должность королевского советника.
Выйдя в отставку при новом короле Людовике XI, поселился в собственном доме в Аржантане (совр. департамент Нор, Нормандия), где умер в 1467 или 1468 году.

## Сочинения
Около 1459 года Фрибуа составил «Свод французских летописей», или «Сокращение французских хроник» (фр. Abregé des croniques de France) — компилятивный труд, охватывающий историю Франции со времён легендарного «троянца» Фарамонда, «сына Приама», до правления Карла V (1380), в основу которого положил такие источники, как «Сумма теологии» Фомы Аквинского (1274), «Postilla moralis seu mystica» Николая де Лира (1339), «Зерцало историческое» Винсента из Бове (1254—1264) и «Большие французские хроники», сведения которых, вероятно, дополнил доступными ему документами из королевской канцелярии. 
Этот компендиум, которому предшествовало другое сочинение Фрибуа «Зерцало истории Франции» (фр. Mirouer historial abregie de France), написанное ещё в 1451 году для Карла VII, содержал, помимо прочего, обоснование исключения женщин из права наследования французской короны на основании 59-й статьи «Салического закона» de allodis, текст которой был окончательно уточнён хронистом. В июне 1459 года труд Фрибуа был представлен королю Карлу, а в 1461-м — Людовику XI, с целью обоснования права национальной династии на французский трон, история наследования которого прослеживалась в нём с 1328 года, когда, после прекращения династии Капетингов, оно стало оспариваться английскими монархами.  
«Сокращение хроник» Фрибуа изначально было написано им на латыни, а затем переведено на французский язык. Если латинский оригинал дошёл до нас в единственной рукописи из Национальной библиотеки Франции (MS fr. 13569), то перевод сохранился не менее чем в 23-х манускриптах XV—XVI вв., 9 из которых находятся также в собраниях Национальной библиотеки Франции, две — в библиотеке Святой Женевьевы (Париж), две — в Апостольской библиотеке Ватикана, а также по одному в Британской библиотеке, Национальной библиотеке Швеции и муниципальных библиотеках Бордо, Лилля, Женевы, Берна и др. Известно несколько рукописей «Зерцала истории Франции», одна из которых, датированная 1490 годом и роскошно иллюминированная, принадлежала великому бастарду Бургундскому Антуану. 
Новейшее научное издание «Сокращения хроник» Фрибуа было подготовлено в 2006 году профессором Катлин Дали, при участии Жиллет Лабори, для «Société de l'histoire de France», с предисловием известного французского медиевиста Бернара Гене.
Ноэль де Фрибуа перевёл также на французский язык часть латинской хроники монаха-летописца из Сен-Дени Мишеля Пинтуана, одного из возможных составителей «Больших французских хроник».

## Издания
- Abregé des croniques de France par Noël de Fribois, édité pour la Société de l'histoire de France par Kathleen Daly avec la collaboration de Gillette Labory. — Paris: Champion, 2006. — 303 p. — ISBN 978-2-9525-7390-0.